# Le Sagouin
Le Sagouin est un roman de François Mauriac, paru en janvier 1951 aux éditions de la Table ronde.

## Résumé
Galéas, un pauvre homme dégénéré, s'est mésallié en épousant une jeune femme qui n'a pu résister au désir de quitter son milieu bourgeois et de devenir baronne. De cette union mal assortie est né un garçon, Guillaume, surnommé Guillou, dont nous suivons le calvaire. Il est si disgracié physiquement, si sale, si arriéré que sa mère ne l'appelle que « le sagouin ».
Victime de la haine de sa mère à qui il ne rappelle que d'odieux souvenirs, victime des préjugés du village, le pauvre Guillou entraînera son faible père dans la tragédie.

## Personnages
- Guillaume (surnommé Guillou ou « le Sagouin ») : personnage principal du roman, enfant de Paule Meulière & du Baron Galéas de Cernès. Être mentalement limité, rejeté par sa propre famille, enfant non instruit qui est le souffre-douleur des autres.
- Paule Meulière, puis Paule de Cernès : mère de Guillaume, nièce d'un ancien maire de Bordeaux, elle a été accusée à tort d'avoir des relations avec un prêtre.
- Baron Galéas de Cernès : mari de Paule, père de Guillaume, a les mêmes problèmes que son fils.
- Baronne de Cernès : mère du baron Galéas de Cernès (ainsi que de Georges de Cernès et de Yolande, comtesse d'Arbis), belle-mère de Paule et grand-mère de Guillaume, s'oppose farouchement à Paule.
- Robert Bordas : instituteur. La famille de Cernès tente de lui confier Guillaume. La baronne de Cernès essuie un refus. Paule essayant à nouveau, obtient une entrevue entre son fils et lui.
- Léone Bordas : femme de Robert Bordas, institutrice.
- Fräulein : gouvernante du baron Galéas de Cernès puis de Guillaume. On lui attribue aussi les tâches ménagères. Particulièrement attachée à Guillaume et à son père, elle s'opposera elle aussi à Paule.

Personnages évoqués, mais absents
- Adhémar de Cernès : mari de la baronne de Cernès, père de trois enfants : Galéas de Cernès, Georges de Cernès et de Yolande, comtesse d'Arbis.
- Georges de Cernès : frère du baron de Cernès.
- Yolande, comtesse d'Arbis : sœur du baron et de Georges, elle et sa famille semblent vivre à Paris et être les préférés de la baronne de Cernès, méprisée par Paule.
- Danièle de Cernès : fille de Georges de Cernès.
- Monsieur Lousteau : régisseur, admire l'instituteur.
- Jean-Pierre Bordas : fils de Robert et Léone Bordas, admiré par Guillaume car il est aimé, apprécié de tous et intelligent.

## Accueil critique
Robert Kemp qualifie cette nouvelle de « sombre et parfaite »[réf. nécessaire].

## Adaptation télévisée
Le roman est adapté en 1972 à la télévision par Serge Moati dans un téléfilm homonyme, avec Gilles Laurent (Guillou), Malka Ribowska (Paule de Cernès), Henri Virlogeux (Galéas de Cernès), Muse Dalbray (Baronne de Cernès), Andrée Tainsy (Fräulein), Michel Vitold (Robert Bordas) et Marie-Christine Barrault (Léone Bordas).